# La Conquête
Ne doit pas être confondu avec Guerre de la Conquête.
Pour plus de détails, voir Fiche technique et Distribution.
La Conquête est un film biographique français réalisé par Xavier Durringer, sorti le 18 mai 2011 en France, le jour-même de sa présentation au Festival de Cannes.
Le film évoque l'ascension au pouvoir de Nicolas Sarkozy, de sa nomination au poste de ministre de l'Intérieur en 2002 à son élection à la tête de l'État français en 2007. Plus généralement, le film fait pénétrer le spectateur dans les arcanes du monde politique fait de pactes, de stratégie, de trahisons, d'amitié et, parfois, d'amour.

## Synopsis
Le 6 mai 2007, Nicolas Sarkozy, entre deux coups de téléphone à son épouse Cécilia, se souvient des cinq années écoulées.
En 2002, il revient au premier plan de la vie politique en étant nommé ministre de l'Intérieur par le président de la République, Jacques Chirac, dans le gouvernement de Jean-Pierre Raffarin.
Progressivement, il parvient à se faire un nom et décide de se préparer pour succéder au président Chirac en 2007 à l'Élysée.
Il doit cependant faire face à des difficultés de taille comme sa rivalité avec le ministre des Affaires étrangères, Dominique de Villepin, ou encore l'idylle secrète de Cécilia avec le publicitaire Richard Attias ainsi que son aventure avec une journaliste, Anne Fulda.

## Fiche technique
- Titre original : La Conquête
- Réalisation : Xavier Durringer
- Scénario : Patrick Rotman
- Musique : Nicola Piovani
- Photographie : Gilles Porte
- Montage : Catherine Schwartz
- Direction artistique : Éric Durringer
- Costumes : Jurgen Doering
- Production : Éric Altmayer et Nicolas Altmayer
- Sociétés de production Mandarin Films ; Gaumont ; Cofinova 7
- Pays de production :  France
- Langue originale : français
- Budget : 5 millions €
- Format : couleur - Ratio : 2,39:1
- Durée : 105 minutes
- Sociétés de distribution (sortie initiale en salles) :
  - France : Gaumont
  - Belgique : Benelux Film Distributors
  - Canada : E1 Films Canada
- Dates de sortie :
  - France et Belgique : 18 mai 2011
  - Liban : septembre 2011[1]
- Date de sortie en DVD :
  - France : 21 septembre 2011

## Distribution
|                                                                                      |  |  |
| Denis Podalydès interprète le rôle de Nicolas Sarkozy, personnage principal du film. |  |  |

- Denis Podalydès : Nicolas Sarkozy
- Florence Pernel : Cécilia Sarkozy
- Bernard Le Coq : Jacques Chirac
- Hippolyte Girardot : Claude Guéant
- Samuel Labarthe : Dominique de Villepin
- Grégory Fitoussi : Laurent Solly
- Dominique Besnehard : Pierre Charon
- Saïda Jawad : Rachida Dati
- Pierre Cassignard : Frédéric Lefebvre
- Michèle Moretti : Bernadette Chirac
- Emmanuel Noblet : Bruno Le Maire
- Mathias Mlekuz : Franck Louvrier
- Michel Bompoil : Henri Guaino
- Gérard Chaillou : Jean-Louis Debré
- Nicolas Moreau : Pierre Giacometti
- Yann Babilée : Richard Attias
- Fabrice Cals : Michaël Darmon
- Laurent Olmedo : Philippe Ridet
- Bruno Lopez : Jean-François Achilli
- Jean-Pierre Léonardi : Bruno Jeudy
- Laurent Claret : Philippe Rondot
- Dominique Daguier : Jean-Louis Gergorin
- Patrick Rotman : le présentateur de télévision
- Philippe Maymat : un garde du corps de Nicolas Sarkozy
- Gabrielle Atger : la fille de Cécilia Sarkozy
- Jérémie Fontaine : Louis Sarkozy
- Mónica Abularach Cordón : Élodie Grégoire, la photographe de Nicolas Sarkozy
- Anthony Gavard : le journaliste qui tombe (non crédité)

## Production

### Choix des interprètes
Pour incarner Nicolas Sarkozy, les producteurs et le réalisateur avaient d'abord songé à François Cluzet, qui déclina la proposition. Pour le rôle de Dominique de Villepin, le nom de Lambert Wilson avait été évoqué.

## Musique
Sauf indication contraire ou complémentaire, les informations mentionnées dans cette section proviennent du générique de fin de l'œuvre audiovisuelle présentée ici.
- La Rivolta par Nicola Piovani.
- Falling par Jamie Cullum et Steve Isles.

### Bande originale
Musiques non mentionnées dans le générique
Par Nicola Piovani :
- Sarkomarch, durée : 4 min 20 s.
- La Conquête, durée : 3 min 52 s.
- Carillon de Nicolas, durée : 1 min 40 s.
- Promenade de l'escalade, durée : 1 min 21 s.
- Largo etico, durée : 2 min 6 s.
- Télédémocratie, durée : 1 min 9 s.
- La Veille, durée : 2 min 5 s.
- Swing électoral, durée : 3 min 3 s.
- Largo assorto, durée : 1 min 37 s.
- Langueurs politiques, durée : 1 min 50 s.
- Au bord de la piscine, durée : 1 min 23 s.
- La Politique à vélo, durée : 1 min 24 s.
- Sur le devant de la scène, durée : 2 min 1 s.
- La Conquête (Final), durée : 1 min 46 s.

## Accueil

### Sortie
Après avoir été annoncée pour le 11 mai 2011, la sortie en salles est repoussée au 18 mai 2011, afin de conserver l'exclusivité au Festival de Cannes 2011, pour lequel il figure dans la sélection hors-compétition.

### Accueil critique
Sur l'agrégateur américain Rotten Tomatoes, le film récolte 77 % d'opinions favorables pour 31 critiques. Sur Metacritic, il obtient une note moyenne de 62⁄100 pour 14 critiques.
En France, le film a reçu un accueil critique mitigé. Le site Allociné propose une note moyenne de 2,6⁄5 à partir de l'interprétation de critiques provenant de 17 titres de presse.
Pour Olivier Bonnard, dans Le Nouvel Observateur, le film n'est qu'« un gros téléfilm, genre Nicolas Sarkozy pour les nuls ». Il lui reproche « d’illustrer sagement tout ce qu’on savait déjà, comme un album d’images, avec sa galerie d’acteurs-sosies, et Denis Podalydès dans le rôle principal ». De même, Antoine Guiral, dans Libération, dénonce un film qui donne dans la caricature « comme si chaque acteur avait été invité à coller au plus près de sa marionnette des Guignols ».
Thomas Sotinel, dans Le Monde, est également déçu : « Xavier Durringer a osé incarner un président en exercice, mais le résultat manque de cohérence et s'apparente à un montage de morceaux choisis ».
Jean-Marc Lalanne, pour Les Inrockuptibles, oppose le film au Caiman de Nanni Moretti et dénonce le parti pris du film : « En termes de représentation, La Conquête n’oppose rien au cirque sarkoziste ; au contraire, il fait le jeu de sa bouffonnerie, lui laisse dicter la forme du film et même sa dramaturgie – qui se cale avec exactitude sur le storytelling conçu par l’UMP ».
Dans une virulente tribune publiée sur Rue89, Julien Santoni dénonce un film qui « ne fait que redoubler la stratégie marketing de Sarkozy » dans lequel nous n'apprenons rien que nous ne sachions déjà. 
Pour Arnaud Hée sur Critikat.com « dans le domaine de la désacralisation de la fonction, l'actuel président a fait le boulot lui-même et depuis un bon moment, sans prendre la peine d'attendre ce film atone. ».
Serge Kaganski, sans être enthousiaste, apprécie cependant le jeu de l'interprète de Sarkozy : « Denis Podalydès répond magistralement à la question, incarnant un Sarkozy à la fois crédible et autre, jamais plus histrion que son modèle ».
Dans une critique publiée dans L'Express, Sophie Benamon estime que le film est « bien fait », « très bien documenté » et qu'il est « le récit exact de cinq ans de vie politique », ainsi que « le premier film à décrypter ce qu'est réellement une campagne présidentielle ». Elle salue par ailleurs l'interprétation de Denis Podalydès, une « magistrale performance d'acteur », au niveau de « la voix, [du] débit, [de] la gestuelle ».

### Box-office
Cinq jours après sa sortie, La Conquête a réalisé en France 220 000 entrées sur un total de 281 salles. Au 9 juin 2011, le film comptabilisait un peu plus de 561 000 entrées, chiffre inférieur au potentiel du film si on considère la publicité et la médiatisation dont il a bénéficié.
Nombre d'entrées totales en France : 718 641,,.

## Distinctions

### Récompense
- Festival du film politique de Porto-Vecchio 2017 : Prix du public[réf. nécessaire]

### Nominations
- César 2012 : 
  - César du meilleur acteur pour Denis Podalydès
  - César du meilleur acteur dans un second rôle pour Bernard Le Coq

## Autour du film
- Bernard Le Coq et Michel Bompoil, interprétant respectivement Jacques Chirac et Henri Guaino dans le film, reprendront leurs rôles dans La Dernière Campagne de Bernard Stora en 2013, téléfilm traitant de l'opposition entre François Hollande et Nicolas Sarkozy durant l'élection présidentielle de 2012.
- Il fut question lors de la préparation d'affubler Denis Podalydès d'un faux nez pour accentuer sa ressemblance avec Nicolas Sarkozy, mais cette idée fut rejetée avant le tournage[19]. Les prises de vues ont commencé — discrètement — en août 2010[réf. souhaitée].